# 霍洛韋特勒斯 (特拉華州)
霍洛韋特勒斯（英語：Holloway Terrace）是位於美國特拉華州紐卡斯爾縣的一個非建制地區。該地的面積和人口皆未知。

## 地理
霍洛韋特勒斯的座標為39°42′06″N 75°32′47″W / 39.70167°N 75.54639°W，而該地的平均海拔高度為12米（即39英尺）。